# Lány 200 méteres gyorsúszás a 2010. évi nyári ifjúsági olimpiai játékokon
A 2010. évi nyári ifjúsági olimpiai játékokon az úszás lány 200 méteres gyorsúszás versenyszámát augusztus 18. és augusztus 19. között rendezték a Singapore Sports Schoolban.

## Előfutamok

### 1. Futam
| H  | P | Név                       | Nemzet    | Idő     | Mj |
| -- | - | ------------------------- | --------- | ------- | -- |
| 1. | 5 | Zeineb Khalfallah         | Tunézia   | 2:05.56 |    |
| 2. | 3 | Adeline Mei-Li Tin Hon Ko | Mauritius | 2:21.73 |    |
| 3. | 4 | Fabiola Espinoza          | Nicaragua | 2:24.21 |    |

### 2. Futam
| H  | P | Név                     | Nemzet             | Idő     | Mj |
| -- | - | ----------------------- | ------------------ | ------- | -- |
| 1. | 6 | Andrea Cedron           | Peru               | 2:09.59 |    |
| 2. | 4 | Shannon Austin          | Seychelle-szigetek | 2:10.54 |    |
| 3. | 2 | Maria Lopez Nery Huerta | Paraguay           | 2:11.60 |    |
| 4. | 5 | Kimberlee John-Williams | Trinidad és Tobago | 2:11.92 |    |
| 5. | 3 | Adeline Shu Jian Winata | Szingapúr          | 2:12.69 |    |
| 6. | 7 | Saskia Postma           | Aruba              | 2:13.64 |    |
| 7. | 1 | Tieri Erasito           | Fidzsi-szigetek    | 2:21.80 |    |

### 3. Futam
| H  | P | Név                      | Nemzet           | Idő     | Mj |
| -- | - | ------------------------ | ---------------- | ------- | -- |
| 1. | 8 | Julia Hassler            | Liechtenstein    | 2:06.11 |    |
| 2. | 4 | Ekaterina Andreeva       | Oroszország      | 2:06.37 |    |
| 3. | 1 | Jurate Scerbinskaite     | Litvánia         | 2:07.97 |    |
| 4. | 5 | Aksana Dziamidava        | Fehéroroszország | 2:07.98 |    |
| 5. | 7 | Kaori Miyahara           | Peru             | 2:09.15 |    |
| 6. | 3 | Simona Marinova          | Macedónia        | 2:09.55 |    |
| 7. | 6 | Karen Sif ViljalmsdottIr | Izland           | 2:01.61 |    |
| 8. | 2 | Wei Li Lai               | Malajzia         | 2:09.66 |    |

### 4. Futam
| H  | P | Név                 | Nemzet                  | Idő     | Mj  |
| -- | - | ------------------- | ----------------------- | ------- | --- |
| 1. | 4 | Eleanor Faulkner    | Nagy-Britannia          | 2:04.44 |     |
| 2. | 8 | Lotta Nevalainen    | Svájc                   | 2:04.59 |     |
| 3. | 6 | Xiang Qi Amanda Lim | Szingapúr               | 2:04.68 |     |
| 4. | 5 | Bucz Ágnes          | Magyarország            | 2:05.90 |     |
| 5. | 1 | Lauren Earp         | Kanada                  | 2:06.10 |     |
| 6. | 3 | Juanita Barreto     | Kolumbia                | 2:10.35 |     |
| 7. | 2 | Kyla Ferreira       | Dél-afrikai Köztársaság | 2:11.21 |     |
|    | 7 | Sarah Wegria        | Belgium                 |         | DNS |

### 5. Futam
| H  | P | Név                  | Nemzet           | Idő     | Mj |
| -- | - | -------------------- | ---------------- | ------- | -- |
| 1. | 3 | Kiera Janzen         | Egyesült Államok | 2:02.09 | Q  |
| 2. | 6 | Jordan Mattern       | Egyesült Államok | 2:02.91 | Q  |
| 3. | 7 | Danielle Villars     | Svájc            | 2:03.56 | Q  |
| 4. | 4 | Emma McKeon          | Ausztrália       | 2:03.78 | Q  |
| 5. | 4 | Chloe Francis        | Új-Zéland        | 2:03.92 | Q  |
| 6. | 1 | Jasmine Alkhaldi     | Fülöp-szigetek   | 2:07.37 |    |
| 7. | 2 | Katarina Listopadova | Szlovákia        | 2:07.63 |    |
| 8. | 8 | Tam Nguyen Tran      | Vietnám          | 2:07.93 |    |

### 6. Futam
| H  | P | Név                | Nemzet        | Idő     | Mj |
| -- | - | ------------------ | ------------- | ------- | -- |
| 1. | 4 | Tang Yi            | Kína          | 2:02.48 | Q  |
| 2. | 5 | Kapás Boglárka     | Magyarország  | 2:02.84 | Q  |
| 3. | 3 | Juliane Reinhold   | Németország   | 2:04.09 | Q  |
| 4. | 6 | Claudia Dasca      | Spanyolország | 2:04.54 |    |
| 5. | 7 | Gizem Bozkurt      | Törökország   | 2:04.55 |    |
| 6. | 2 | Natalia Pawlaczek  | Lengyelország | 2:05.76 |    |
| 7. | 8 | Katarina Simonović | Szerbia       | 2:06.13 |    |
| 8. | 1 | Shahd Mostafa      | Egyiptom      | 2:07.33 |    |

## Döntő
| H     | P | Név              | Nemzet           | Idő     | Mj |
| ----- | - | ---------------- | ---------------- | ------- | -- |
| Arany | 5 | Tang Yi          | Kína             | 1:58.78 |    |
| Ezüst | 3 | Kapás Boglárka   | Magyarország     | 2:00.99 |    |
| Bronz | 7 | Emma McKeon      | Ausztrália       | 2:01.18 |    |
| 4.    | 4 | Kiera Janzen     | Egyesült Államok | 2:02.01 |    |
| 5.    | 8 | Juliane Reinhold | Németország      | 2:02.83 |    |
| 6.    | 1 | Chloe Francis    | Új-Zéland        | 2:03.18 |    |
| 7.    | 6 | Jordan Mettern   | Egyesült Államok | 2:03.28 |    |
| 8.    | 2 | Danielle Villars | Svájc            | 2:04.89 |    |

## Fordítás
Ez a szócikk részben vagy egészben  a   Swimming at the 2010 Summer Youth Olympics – Girls' 200 metre freestyle című angol Wikipédia-szócikk fordításán alapul.  Az eredeti cikk szerkesztőit annak laptörténete sorolja fel. Ez a jelzés csupán a megfogalmazás eredetét és a szerzői jogokat jelzi, nem szolgál a cikkben szereplő információk forrásmegjelöléseként.